# Dekanat Rab
Dekanat Rab – jeden z 6 dekanatów rzymskokatolickich wchodzących w skład diecezji Krk w Chorwacji. 
Według danych na październik 2015 roku, w jego skład wchodziło 9 parafii.

## Lista parafii
Źródło:
| Lp. | Miejscowość      | Parafia                                        | Proboszcz                           | Adres parafii                       | Kościół                                              | Grafika |
| --- | ---------------- | ---------------------------------------------- | ----------------------------------- | ----------------------------------- | ---------------------------------------------------- | ------- |
| 1   | Rab              | Parafia Wniebowzięcia Najświętszej Maryi Panny | vlč. Anton Depikolozvane            | Plovanova 6, 51280 Rab              | Kościół Wniebowzięcia Najświętszej Maryi Panny w Rab |         |
| 2   | Banjol           | Parafia św. Marii Magdaleny                    | vlč. Marin Hendrih                  | BANJOL kbr 638, 51280 Rab           | Kościół św. Marii Magdaleny w Banjol                 |         |
| 3   | Barbat           | Parafia św. Szczepana, pierwszego męczennika   | Krunoslav Boras                     | Barbat kbr 290, 51280 Rab           | Kościół św. Szczepana w Barbat                       |         |
| 4   | Kampor           | Parafia św. Eufemii, dziewicy i męczennicy     | fra Ivan Gavran OFM                 | Kampor 19, 51280 Rab                | Kościół św. Eufemii w Kampor                         |         |
| 5   | Lopar            | Parafia św. Jana Chrzciciela, męczennika       | vlč. Frane Brozić                   | Lopar kbr 291, 51281 Lopar          | Kościół św. Jana Chrzciciela w Lopar                 |         |
| 6   | Lun              | Parafia św. Hieronima, prezbitera              | vlč. Marijan Kosić                  | Lun kbr 49, 53294 Lun               | Kościół św. Hieronima w Lun                          |         |
| 7   | Mundanije        | Parafia św. Macieja Apostoła                   | vlč. Ivan Debelić (z parafii w Rab) | Mundanije 124, 51280 Rab            | Kościół św. Macieja Apostoła w Mundanije             |         |
| 8   | Novalja          | Parafia św. Katarzyny, dziewicy i męczennicy   | Josip Kosić                         | Škopaljska 12, 53291 Novalja        | Kościół św. Katarzyny w Novalja                      |         |
| 9   | Supetarska Draga | Parafia św. Piotra Apostoła                    | Petar Kordić                        | Supetarska Draga kbr 514, 51280 Rab | Kościół św. Piotra Apostoła w Supetarska Draga       |         |